# Zbigniew Florczak

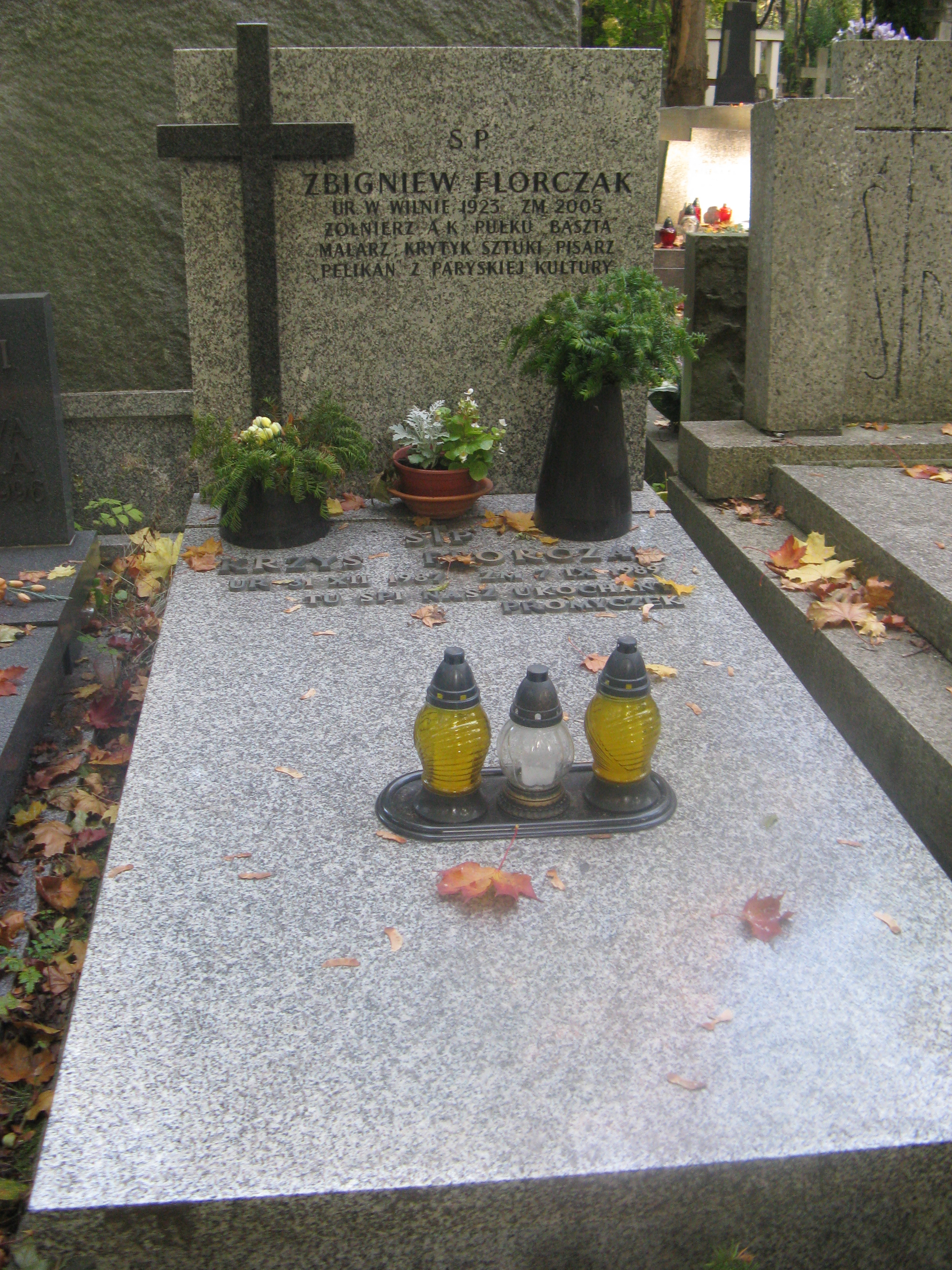
Grób Zbigniewa Florczaka na Powązkach

Zbigniew Florczak (ur. 27 maja 1923, zm. 19 listopada 2005) – polski pisarz, malarz, krytyk sztuki, tłumacz z języka francuskiego.

## Życiorys
Zbigniew Florczak przed wojną rozpoczął studia na Wydziale Sztuk Pięknych Uniwersytetu w Wilnie. W czasie wojny był żołnierzem Armii Krajowej i brał udział w powstaniu warszawskim. Po wojnie ukończył École des Beaux-Arts i Wyższą szkołę Dziennikarską w Brukseli. Debiutował w londyńskich „Wiadomościach”. Do kraju wrócił w 1949 roku. W latach 1968–1989 publikował w paryskiej „Kulturze” artykuły tzw. Grypsy podpisując pseudonimem „Pelikan”. Pracował w tygodniku „Kultura” i współpracował z „Polityką”.
Był eseistą, prozaikiem, publicystą i krytykiem sztuki. Pisał na łamach „Po prostu”, „Nowej Kultury”, „Stolicy”, „Kultury”, „Expresu Wieczornego”, a także „Orła Białego”, londyńskich „Wiadomości” i od początku paryskiej „Kultury” (od 1968 roku pod pseudonimem Pelikan). Jest autorem m.in. powieści: „Morze w C-dur”, „Autoportret z rubinem”, refleksji emigracyjnych „Podróż na horyzonty”, zbiór felietonów z paryskiej „Kultury”, Grypsy i reminiscencje”, popularnonaukowej pracy „Sztuka łamie milczenie” o kulturze paleolitu europejskiego.
Przetłumaczył powieść Juliusza Verne’a W osiemdziesiąt dni dookoła świata. W latach 1952–2001 w wydawnictwach Nasza Księgarnia, Novex, Pryzmat, B.M., Muza S.A. opublikowano 28 wydań jego tłumaczenia. Łączny nakład piętnastu wydań z lat 1952–1989 wynosi 788 620 egzemplarzy. Brak danych o liczbie książek pochodzących z nowszych wydań.
Przetłumaczył powieść Rozmowy z Picassem Brassa (1899-1984, pseudonim).

## Książki autorstwa Zbigniewa Florczaka
- „Autoportret z rubinem” Wydawnictwo MON, Warszawa 1960
- „Podróż na horyzonty” Czytelnik, Warszawa 1966
- „Morze w C-dur” Wydawnictwo MON, Warszawa 1966
- „Sztuka łamie milczenie. Z prahistorii plastyki.” Wydawnictwo Literackie, Kraków 1970
- „Grypsy i reminiscencje” Aneks, Londyn 1995
- „Inny brzeg jesieni” Czytelnik, Warszawa 1999

## Wybrane teksty prasowe
- „Dwie koncepcje wojny” Wiadomości (Londyn) nr 19/1946
- „Lustro błędu” Wiadomości (Londyn) nr 4/1947
- „Examen libre” Kultura (Paryż) nr 2(19)/1949
- „Podróż na horyzonty” Kultura (Paryż) nr 3(20)/1949

## Wybrane teksty odnoszące się do Zbigniewa Florczaka
- Melchior Wańkowicz „Klub trzeciego miejsca”. Odpowiedź na artykuł „Podróż na horyzonty”. Kultura (Paryż) nr 6(23)/1949
- „Oświadczenie redakcji” (Jerzy Giedroyć?) na temat powrotu Zbigniewa Florczaka do Polski. Kultura (Paryż) nr 6(32)/1950